# 세계시민의식
세계시민의식(global citizenship) 은 모든 사람들이 특정한 국가나 장소의 시민으로서가 아니라 전세계적인 철학과 감각을 가지고 세계의 일원이 되는 것과 함께 오는 권리와 시민적 책임을 가지고 있다는 생각이다. 그 생각은 사람의 정체성이 지리나 정치적 경계를 초월하고 책임이나 권리는 더 넓은 계층인 "인류"의 멤버쉽에서 파생된다는 것이다. 이것은 그러한 사람이 그들의 국적이나 다른, 더 많은 지역 정체성을 부인하거나 포기한다는 것을 의미하지 않지만, 그러한 정체성은 세계 공동체 구성원에게 "제2의 자리"를 준다. . 이 용어는민 운동과 세계화(Mundialization 그 아이디어는 세계화의 시대에 세계 사회의 상태에 대한 질문으로 이어진다. 일반적으로 이 용어는 "세계 시민" 또는 세계인과 거의 동일한 의미를 가질 수 있지만, 다른 맥락에서 추가적인 전문적 의미를 지니고 있다.세계 서비스 기관과 같은 여러 기관들은 세계 시민권을 옹호해왔다.

## 정의
지구공동체의 일원이 됨에 따라 생기는 권리, 책임감, 의무이다. ‘시민’이라는 용어는 사람과 도시, 주 또는 나라와 그들의 일상생활 특정 지역에서 정치적으로 참여할 권리와 관련 있다. 시민이 ‘세계적’이라는 용어와 결합될 때, 세계 시민은 일반적으로 특정 나라나 장소의 시민으로서의 그들의 정체성을 넘어 “지구 공동체”의 시민으로서의 그들의 정체성을 중요하게 생각하는 사람으로 정의한다. 이 생각은 한 사람의 정체성을 지리적이나 정치적인 경계에서 벗어나게 한다. 또 세계 시민으로서의 책임감이나 권리는 지리적이나 정치적인 경계에서 초월한 인간다움에서 나온다. 이것은 그들의 국가성이나 다른, 좀 더 지역적인 정체성을 비난하거나 포기하는 그런 사람을 의미하지 않는다. .

## 사용

### 교육
교육에서, 세계시민의식은 세계관이나 교육이 지향하는 가치들을 묘사할 때 가장 많이 쓰인다. ‘국제사회’라는 용어는 때때로 세계시민의식에 대해 공부하는 학생들에게 학습목표를 제시할 때 사용되기도 한다. 예를 들어, “지구 사회를 위한 인간다움”이라는 프로그램은 플로리다대학교에서 운영되는 프로그램이다.

#### 세계시민의식 교육
중심 글: 세계 시민의식 교육
교육시스템 안에서, 세계 시민 의식 교육의 개념(GCE)은 다문화교육, 평화 교육, 인권 교육, 지속 가능한 개발을 위한 교육과 국제 교육을 대체하거나 지배하기 시작했다. 또, GCE개념은 인간다움을 돕는 것과도 연결되어 있다. 선생님들은 사회 변화를 불러일으키는 존재로의 책임감을 부여 받았다. 인권 교육과 세계시민을 위한 센터의 책임자인 오드리 오슬러(Audrey Osler)는 “상호의존적인 세계에서의 공생을 위한 교육은 선택적인 것이 아니라 기초적인 바탕이다. “라고 단언했다.,
주목할만한, 세계 교육 잡지(Global Education Magazine)는 유네스코와 유엔난민기구로부터 지원받는, 떠오르는 인간 권리의 선언의 보편적인 가치를 불어넣은 디지털 잡지이다. 이 기관은 ‘리오의 빈곤퇴치를 위한 지속 가능한 개발(Rio+20)’을 만들어낸 팀에 의해 시작되었다.,
GCE개념이 관심을 받으며, 학자들은 그 분야에 투자했고, 관점을 발전시켰다.

### 철학
어떤 맥락에서, 세계시민의식은 지구적인 렌즈를 통해 보여지는, 개인, 시민 사회 기관, 공동체와 나라에 의해 제시되는, 오늘날 세계의 사회적, 정치적, 경제적, 그리고 환경적 현실을 보여주는 윤리적이거나 정치적인 철학의 브랜드라고 할 수 있다. 현대에 이르러서는 세계의 정치적, 지리적 경계는 사라지고 있고, 세계 문제의 해결책은 국가이익의 관점을 넘어선 것으로 보여진다. 이 철학의 지지자로 종종 시노페의 디오게네스가 제시된다. 그 근거로 출생지에 대한 질문에 반응한 그의 말을 들 수 있다. “나는 세계의 시민이다.” 산스크리트어로 Vasudhaiva Kutumbakam는 “세계는 하나의 가족이다.”라는 의미를 가진다. 이 초창기 언급은 산스크리트 우화 모음집인 ‘Hitopadesha’에서 발견되었다. 힌두교의 철학적 중심 개념을 산스크리트어로 쓴 글인 ‘Mahopanishad’에서는 어떻게 브라만(힌두교에서 우주의 근본적 실재 또는 원리)을 찾는지 묘사한다. 그 주장은 단지 세계 안의 사회의 평화와 조화에 대한 것이 아니라, 어떻게든 세계가 가족처럼 함께 산다는 진실에 관한 것이다.,

### 심리학적 연구
최근에, 세계 여론 조사 요원과 심리학자들은 세계시민의식의 관점에서 개인의 차이를 연구했다. 2005년부터, the World Values Survey가”나는 세계 시민으로서의 나를 안다.”는 전제를 바탕으로, 100여 국에서 운영되었다. 이외에도 연구들이 활발히 이루어졌다. 세계시민의식의 심리학적 뿌리에 대한 연구들은 세계시민의식이 높은 사람이 또한 경험에 개방적인 성격 특성도 높다는 전제에서 시작했다.

## 측면, 양상

### 지리학, 통치권, 시민권
세계화가 국가들의 중요성을 감소시킴과 동시에 세계시민의식에 대한 생각은 시민적 관여와 지리학 사이의 결속 재정립을 요구할지도 모른다. 면대면 구청회의(town hall meeting)는 시간과 공간의 제약을 받지 않는 전자의 구청(town hall) 대체되는 것으로 보인다. 부재자투표는 국외 거주자들에게 다른 국가에 거주하고 있을 때 투표하도록 길을 열어주었다.;인터넷은 더 나아가 이러한 몇몇의 단계들을 이끌어나갈 것으로 보인다. 세계화에 의해 시민의식의 구성을 바꾼다는 몇몇 학자들의 또 다른 해석은 시민의식이 변화된 기관으로 된다는 가능성이다.;만약에 국제적인 영토의 경계에 위치해 있거나, 국제적인 그 자체의 의미가 변화되어 왔을 때 그 국가의 국민이 되는 것의 의미는 변화된다.

### 지역적, 국제적, 세계적 힘들 간의 긴장
세계화의 하나의 흥미로운 특징은 세계가 국제화되어가는 동안 동시에 지방화된다는 것이다. 세계는 지역적 공동체(마을, 도시)가 더 커지고 중요해짐으로써 줄어든다. 이는 ‘global’과 ‘local’의 단어로 이루어진 ‘glocalization(현지화)’라는 용어에 반영된다. 모스코(1999)는 이 특징에 주목했고 지역혁신정책의 중요성이 커짐을 보았다. 만약 이 경향이 사실이라면 세계시민들이 이러한 분리된 실체들을 함께 아우르는 접착제가 될 것으로 보인다. 다른 방식으로 살펴보면, 세계 시민들은 다양한 경계들을 여행할 수 있고 어쨌든 지금도 세계적 렌즈를 통해 세계를 이해하는 사람들인 것이다.

### 인권
보편적으로 인식된 세계 본체의 부족은 그들 스스로 권리와 의무를 규정할 세계 시민들에게 주도권을 부여할 수 있다. 그들이 민족 국가를 형성해야 하는 권리와 의무는 확대되고 있다. 따라서, 20세기에 제기된 특정 "인권”에 부합하는 새로운 개념은 국가와 정부에서 점점 더 보편화되고 있다. 이는 1948년 유엔 세계 인권 선언, 세계 대전의 여파와 홀로 코스트를 포함한 소외된 사람들을 합법화하도록 하는 감정을 키운 것 등의 많은 요인의 결과이다. 우리가 환경에 미치는 영향에 대한 인식을 증가시키는 것과 함께, 권리 존엄성과 자기 결정에 대한 권리를 포함하도록 시민의 권리를 확장 할 수 있다는 생각이 증가했다. 만약 국가의 시민의식이 이 새로운 권리를 만들어내지 않았다면 세계 시민의식은 보다 접근이 용이할 것으로 보일 수 있다.

한 인간은 여론을 형성하는 것에 있어 인권 담론의 중요성을 과대 평가할 수 없다. 갈등 속에 갇힌 인간의 권리와 의무는 무엇일까? 마찬가지로, 저개발 부족들은 빽빽한 깊은 정글에 살고 있는 과학자들에 의해 새롭게 발견될까? 이러한 권리는 보다 폐쇄적인 국가의 시민의식 모델과 보다 유연하고 포괄적인 세계 시민의식을 나타내는 규범 협회로서, 세계 시민의식의 발전과 동일시될 수 있다. 이것이 사실이라면, 이는 국가 및 세계 시민의식 사이의 관계에 부담을 준다.

#### UN 총회
1948년 12월 10일 UN 총회는 세계 인권 선언으로 널리 알려진 결의안 217A(3세)를 발의했다.

제 1조 “모든 인간은 태어날 때부터 자유로우며 그 존엄과 권리에 있어 동등하다. 인간은 천부적으로 이성과 양심을 부여 받았으며 서로 형제애의 정신으로 행동하여야 한다.”

제 2조 “모든 인간은 인종, 피부색, 성, 언어, 종교, 정치 또는 그 밖의 견해, 민족 또는 사회적 출신, 재산, 출생 또는 다른 지위 등과 같은 그 어떤 종류의 구별도 없이, 이 선언에 제시된 모든 권리와 자유를 누릴 자격이 있다. 더 나아가 한 사람이 속한 나라 또는 영토가 독립국이건 신탁통치지역이건, 비자치 지역이건 또는 그 밖의 다른 어떤 주권상의 제한을 받고 있는 곳이건, 그 나라나 영토의 정치적, 사법적, 국제적 지위를 근거로 차별이 자행되어서는 안 된다.”

제 13조 “모든 인간은 각국의 경계 안에서 이동과 거주의 자유를 누릴 권리와 자국을 포함한 어떤 나라에서도 떠나고 또 자국으로 돌아올 권리를 갖는다.”

오늘날 현대 세계의 증거로서, 전 이라크 지도자 사담 후세인과 같은 사건들은 1885년 “법의 지배”로 유명했던 영국의 법학자 앨버트 다이시가 말했던 것에 대해 입증해왔다. 다이시는 법의지배의 세가지 측면을 강조했다.

1. 법을 어겼다는 점이 일반적인 국내 법정에서 일반적인 법적 방법으로 분명히 판명되지 않으면 누구도 처벌받거나 신체 또는 재산상 불이익을 당하도록 법으로 강제되지 않는다.
2. 아무도 법 위에 있지 않으며 사회적, 경제적 지위나 신분을 막론하고 누구나 국내의 일반적 법에 구속되고, 일반적인 법정이 행사하는 재판권에 복속된다.
3. 법의 지배는 개인들의 권리를 결정하는 사법 판결의 결과를 포함한다.

#### 미국 독립선언문
1776년 토머스 제퍼슨이 작성한 미국 독립선언문의 시작 부분은 다음과 같다.

“모든 사람은 평등하게 태어났으며, 조물주는 몇 개의 양도할 수 없는 권리를 부여했으며, 그 권리 중에는 생명과 자유와 행복의 추구가 있다. 이 권리를 확보하기 위하여 인류는 정부를 조직했으며, 이 정부의 정당한 권력은 인민의 동의로부터 유래하고 있는 것이다.”

“미국의 세계 시민의식”은 2008년 베를린 연설에서 미국 대통령 버락 오바마가 사용한 용어이다.

### 세계 정부에 대한 지원
정의를 심문하는 것과는 반대로, 한 대응 비판이 세계연맹 YMCA의 홈페이지에서 발견되었다. YMYCA World의 한 온라인 게시글은 세계 시민의식을 발전시키는 것의 중요성과 세계정의를 강조하며 “세계 시민의식은 학문적으로 모호한 개념처럼 들리지만 실제로 이는 기회가 주어진다면, 누구나 세계와 관련될 것으로 볼 수 있도록 하는 실증적 방식이다.”라고 언급한다. 그리고 작가는 세계화를 향한 긍정적이고 부정적인 관점을 이해하며 “세계화의 맥락에서 세계 시민으로서의 생각과 행동은 대단히 중요하고 YMCA의 경험이 보여주듯, 실제의 이익을 가져올 수 있다.”라고 언급한다.

## 사회 운동

### 세계 시민

World Citizen flag by Garry Davis

World Citizen badge

일반적으로, 세계시민은 국수주의적이거나 지역적인 정체성과 관계 위에 세계 시민 의식을 두는 사람을 말한다. 이 가치의 표현은 시노페의 디오게네스가 고대 그리스에서 그리스의 철학, 냉소주의를 발전시키며 말한 것이 계기가 되었다. 그는 말했다. “그가 어디에서 왔냐고 물어보았고, 그는 대답했다. 나는 세계의 시민이다.”이것은 획기적인 개념이었다. 왜냐하면 그 시기 그리스에서 사회 정체성의 가장 넓은 개념은 개별적인 도시이거나 집단으로서의 그리스 사람이었다. 오늘날, 세계화의 증가는 세계 정부가 제시되는 바탕에서 사회 움직임의 일종으로 ‘세계 시민’이라는 형태를 만들었다. 비정치적인 정의에서, 이것은 세계 시민은 사회에 문화적인 맥락을 거쳐, 가치를 제공한다고 말할 수 있다. "

알버트 아인슈타인은 그 스스로를 세계시민이라고 묘사했고, 그 개념을 지지했다. 유명한 말은 이것이다. ”민족주의는 유치한 질병이다. 그것은 인류의 홍역이다.” 세계시민의식은 세계 시민으로서 60년을 산, 게리 데이비스(Garry Davis)를 포함한 엘리트들에 의해 촉진되었다. 데이비스는 세계 서비스 국(World Service Authority)을 워싱턴DC에 설립하였다. 세계 서비스 국은 세계시민을 위한 세계여권(World Passport)에 대한 이슈를 다루는 기관이었다. 1956년에 휴 스콘필드(Hugh J. Schonfield)는 에스페란토 어로 ‘Mondcivitan 공화국’인 이름으로 알려진 세계시민의 영연방(Commonwealth of World Citizens)을 설립하였다. 이 기관 또한 세계 여권에 대한 이슈를 다룬다. 이런 움직임은 1980년대 이후에 줄어들었다. "

### 세계화(Mundialization)
사회 운동으로서 세계화는 문화와 사람들의 다양성을 존중하는 동안의 세계 인구의 결속과 기관의 설립의 목적과 그들에게 공통적인 연합 구조의 초국가적 법칙을 나타낸다. 운동은 모든 인류를 지배하는 새로운 정치적 조직을 옹호한다. 사람들에 대한 권위와 세계를 지배하는데 있어 모든 인류의 가장 뛰어난 지혜를 그려내기 위한 새로운 시스템을 발전시키는 것을 바탕으로, 협업적인 지배 시스템은 인류의 미래에 대한 질의라고 불리는 빈곤, 물, 전쟁, 평화 유지, 공해, 에너지와 같은 문제들을 해결할 수 있을 것이다. 세계화 운동은 도시, 마을 또는 국가와 같은 명시된 영역의 선언문을 포함한다. 최근 민족 국가 시스템과 UN은 세계의 사람들에게 세계 임원을 위한 투표나 세계를 지배하는 것에 참여하는 방식을 제공하지 않는다. 국제적 조약이나 협정은 법의 힘이 부족하다. 세계화는 전체에 대한 통치권을 기반으로 한 실제의 세계 법의 시스템과 같은 하나의 도시를 구축할 방안을 줌으로써 이 부족을 해결할 것을 추구한다.

### 지구 찬가
작가 샤시 타루르는 전세계 사람들에게 불리는 지구 찬가가 사람들에게 지구의 의식과 세계 시민의식을 고무시킬 수 있다고 느낀다.

## 비판
세계 시민의식에 대한 해석이 모두 긍정적인 것만은 아니다. 예를 들어, 파레크는 그가 세계적으로 지향하는 시민이라 부른 것을 옹호하며 “세계 시민의식이 세계의 시민이 되는 것을 의미한다면 이는 바람직하지도 않고 실현 가능하지도 않다.”라고 말했다. 그는 전세계 정부 시스템 유형의 실제적 회원으로 정의된 세계 시민의식은 비현실적이고 가까이에 있는 시민사회를 혼란에 빠트릴 것이라고 주장한다.
파레크는 그의 대안에 대해 “세계에서 동떨어진 부분들에서 인간의 삶의 상태가 우리에게 깊은 도덕적, 그리고 정치적 걱정을 주는 문제가 되어야 했을 때부터, 우리의 시민 의식은 피할 수 없는 세계의 측면이었고 우리는 내가 세계적으로 지향하는 시민이라 부르는 것으로 되어가는 것을 목적으로 해야 한다.”라고 언급했다. 파레크가 말한 세계적으로 지향하는 시민의 개념은 나머지 세계의 다른 이들을 향한 의무를 이해하고 행동하는 것과 함께 확인하고 한 개인의 정치적인 지역성을 향하는 강한 결속으로 구성된다.
브리티시 콜롬비아 대학의 정치학 교수인 미카엘 바이어스는 하나의 세계 시민의식에 대한 정의가 있다는 추정에 의문을 가지고 숨겨진 정의의 측면을 분석한다. UBC 국제화 웹사이트의 그의 공적 연구의 소개는 “세계 시민의식은 정의되지 않은 채로 남겨져 있다. 이것의 진정한 의미는 무엇인가? 세계 시민의식은 단지 최신 용어인가?”라고 말한다. 바이어스는 그가 세계 시민의식을 위해 주요 후보자가 되어야 할 의무가 있다고 표현한, 아직 기본적 자유와 시민의식 권리를 승인 받지 못한 채 살아가고 있는 국적 없는 사람들의 존재에 주목한다.
바이어스는 세계 시민의식의 개념에 반대하지 않지만 한 개인의 정의에 의존하는, 예를 들면 “현재 이 행성을 지배하는 무자비한 자본가의 경제적 시스템”에 대해 지지하는 것과 같은 용어가 가지는 잠재적 암시를 비판한다. 바이어스는 세계 시민의식이 “행동을 유발하고 정의하도록 적용하는 사람들” 때문에 강력한 힘을 가진 용어라고 말하고, 그의 강의 참석자들에게 이상적인 가치를 바탕으로 긍정적인 목적을 가지는 세계 시민의식의 의미를 이유로 이를 다시 조치할 것을 격려한다.
미국의 헌법 제정 회의의 대표자인 거베너르 모리스는 1787년 8월 9일 회의에서 “세계의 시민”을 비판했다. “철학적 신사들이 그들 스스로라고 부르는 세계의 시민들의 한 사람으로서 그는 공공협의회에서 그들을 전혀 보지 못하고, 보길 원하지 않는다. 그는 그들을 신뢰하지 않는다. 그들의 국가에 대한 애착을 뒤흔드는 사람들은 다른 이들은 사랑할 수 없다. 이러한 애착은 정부를 유지하는 건전한 편견이다. 당신의 상원에 있는 프랑스인을 인정하라, 그리고 그는 프랑스의 상업을 발전시키기 위한 연구를 할 것이다.:한 영국인, 그는 영국에 대한 호의 안에서 동등한 편견을 느낄 것이다.

## 같이 보기
- 세계시민주의
- 세계 공민
- 세계 거버넌스
- 세계성
- 네티즌
- 탈내셔널리즘
- 보충성의 원리